# Врховни командант
Врховни командант је највише и централно тело командовања и руковођења у оружаним снагама или у здруженим војним снагама војних савеза. Може бити једна особа или колективно тело. У већини држава, врховни командант оружаних снага је државни поглавар-представник државе (краљ, председник, премијер, итд.). Врховни командант командовање и руковођење остварује номинално (титуларно) или стварно (де факто) преко владе, односно министра одбране, главног штаба или неког друго здруженог тела, а његове наредбе спроводе војници, подофицири и официри именовани и распоређени на командне дужности у оружаним снагама. У неким армијама титула за врховног команданта је ранг генералисимуса.

## Дефиниција
Формална улога и титула владара који командује оружаним снагама потиче од императора Римског краљевства, Римске републике и Римског царства, који је поседовао imperium (команду и друге краљевске моћи).
На енглеском говорном подручју, термин је први пут био примењен на енглеског краља Чарлса I 1639. Термин је остао у употреби током Енглеског грађанског рата. Шеф државе (монархијски или републикански) обично има номинални положај врховног команданта, чак и ако ефективну извршну власт има засебни шеф владе. У парламентарном систему, извршна власт на крају зависи од воље законодавне власти; иако законодавно тело не издаје наређења директно оружаним снагама и стога не контролише војску у било ком оперативном смислу. Генерални гувернери и колонијални гувернери такође се често именују за врховног команданта војних снага на својој територији.
Главнокомандујући се понекад назива и врховни командант, што се понекад користи као посебан израз. Израз се такође користи за војне официре који имају такву моћ и овлашћења, не увек кроз диктатуру, и као подређени (обично) шефу државе (види генералисимус). Израз се такође користи за официре који имају власт над поједином војном граном, посебном граном или унутар операционог позоришта.

## Шефови држава као врховни команданти

### Аргентина
У делу II, поглављу III, члану 99, подсекцијама 12, 13, 14 и 15, Устав Аргентине наводи да је председник аргентинске нације „врховни командант свих оружаних снага нације“. Такође се наводи да председник има право да одреди војне положаје при додељивању послова или звања виших официра оружаних снага, као и на самом бојном пољу; он руководи са својом организацијом и дистрибуцијом према потребама нације и објављује рат и наређује одмазду уз сагласност и одобрење Аргентинског националног конгреса.
Министарство одбране је владино одељење које помаже и служи председнику у управљању оружаним снагама (војска, морнарица и ваздухопловство).

### Јерменија
Премијер Јерменије носи титулу врховног главнокомандујућег Јерменских оружаних снага (јерм. Հայաստանի Զինված ուժերի գերագույն հրամանատար). Наследна титула и чин спарапет (јерм. սպարապետ) кориштен је за опис врховног команданта војних снага древне и средњовековне Јерменије. Од његовог увођења у 2. веку пре нове ере, та титула је често кориштена за описивање познатих и високих војних званичника. Значајни Јермени који су носили ту титулу су Гарегин Нждех, врховни командант Републике планинске Јерменије, и Вазген Саргсијан, двомандатни министар одбране Јерменије и премијер током 1990-их.

### Аустралија
У Поглављу II одељка 68 под насловом Команда поморских и војних снага, Устав Аустралије наводи да: 
Главну команду поморских и војних снага Комонвелта има генерални гувернер као краљичин представник.

У пракси, међутим, генерални гувернер не игра активну улогу у командној структури Аустралијских одбрамбених снага, а демократски одговорна аустралијска влада (којом председава премијер) де факто контролише АДФ. Министар одбране и неколико подређених министара ову контролу врше преко Аустралијске одбрамбене организације. Одељак 8 Закона о одбрани из 1903. наводи: 
Министар треба да има општу контролу и да администрира Одбрамбене снаге, а овлашћења која имају Начелник одбрамбених снага, Начелник морнарице, Начелник војске и Начелник ваздушних снага на основу члана 9, и овлашћења које заједно имају секретар и начелник одбрамбених снага на основу одељка 9А, спроводиће се у сагласности и у складу са свим налозима министра.

### Бангладеш
Врховни командант је председник, иако извршна власт и одговорност за националну одбрану припада премијеру. Једини изузетак био је први врховни командант, генерал М.А.Г. Османи, током Ослободилачког рата Бангладеша 1971. године, који је био командант свих снага Бангладеша, враћен на активну дужност по службеном налогу владе БД. Он се након стицања независности објављене 1972. године, пензионисао 7. априла 1972. и препустио сва овлашћења и дужности председнику Бангладеша.

### Белорусија
Председник Белорусије је врховни командант Оружаних снага Белорусије Белоруски врховни командант има службену униформу која одговара звању, коју председник носи у службеним приликама и на церемонијама везаним за војску. Улога врховног команданта утврђена је чланом 28. Устава Белорусије, који наводи да он/она има овлашћење да „именује и разрешава високу команду Оружаних снага”.

### Бразил
Члан 142. Устава Бразила из 1988. године наводи да су Бразилске оружане снаге под врховном командом председника републике.

### Канада
Овлашћења врховног заповедника над Канадским оружаним снагама имају канадски монарх, и делегирани су генералном гувернеру Канаде, који такође користи титулу врховни командант. У овом својству, генерални гувернер има право на униформу генерала/официра заставе, са грбом канцеларије и специјалном плетеницом која служи као ознака чина.
Према уставној конвенцији, крунска прерогативна овлашћења над оружаним снагама и уставна овлашћења врховног команданта обављају се по савету премијера и остатка кабинета, владајуће министарство које има поверење Доњег дома. Према Закону о националној одбрани, министар националне одбране одговоран је Парламенту Канаде за сва питања везана за националну одбрану и оружане снаге Канаде. У теорији, генерални гувернер би могао искористити своја овлашћења као врховног команданта да заустави покушаје неуставне употребе канадских снага, иако се то никада није догодило и вероватно би било веома контроверзно.

### Кина
Члан 93 Устава Народне Републике Кине наводи да овлашћење управљања има Централна војна комисија (CMC) Кинеске комунистичке партије (CCP). Централна војна комисија НР Кине је састављена од председавајућег и бројних потпредседника и чланова. У истом члану се такође наводи да председник Централне војне комисије преузима свеукупну одговорност за рад Централне војне комисије, као врховни војни командант, и да је за то одговоран Националном народном конгресу и Сталном одбору.

### Русија
Члан 87 Устава Русије наводи да Председник Русиjе је врховни командант Оружаних снага Руске Федерације.

## Галерија
- Еполета врховног команданта Оружаних снага Републике Белорусије односно председника Републике Белорусије[19]
(1995—данас)
- Еполета Главнокомандујућег Венецуеле односно председника Венецуеле[20]
(1999—данас)
- Еполета врховног команданта Оружаних снага Републике Казакстана односно председника Републике Казакстана[21]
(1992—данас)
- Еполета врховног команданта Армије БиХ односно председника Републике БиХ Алије Изетбеговића[22]
(1992—1995)
- Еполета Врховника Републике Хрватске односно председника Републике Хрватске Фрање Туђмана[23]
(1995—2002)